# Урманчеева, Адилия Феттеховна
Ади́лия Фетте́ховна Урманче́ева (род. 4 января 1951, Ленинград) — доктор медицинских наук, профессор, заслуженный врач РФ, ведущий сотрудник отделения онкогинекологии ФГБУ НИИ онкологии имени Н. Н. Петрова Минздрава России, профессор кафедры онкологии ФГБОУ ВО Северо-Западного государственного медицинского университета имени И. И. Мечникова Минздрава России.

## Биография
Адилия Феттеховна Урманчеева родилась 4 января 1951 года в Ленинграде в семье медиков (отец — торакоабдоминальный хирург, профессор Ф. Х. Кутушев).
В 1974 году закончила ГБОУ ВПО СПб государственный педиатрический медицинский университет.
В 1977 году окончила ординатуру по специальности Онкология и с 1977 по 1984 годы работала онкогинекологом в НИИ онкологии имени Н. Н. Петрова.
С 1984 года по настоящее время — преподаватель кафедры онкологии СЗГМУ им. И. И. Мечникова (СПбМАПО).
С 1984 по 1987 годы работала в Ленинградском онкологическом диспансере, с 1987 года вернулась в НИИ онкологии имени Н. Н. Петрова на онкогинекологическое отделение.
С 2010 года по настоящее время является врачом-онкологом хирургического онкогинекологического отделения, ведущим научным сотрудником научного отдела онкогинекологии ФГБУ «НМИЦ онкологии им. Н. Н. Петрова».

## Научная деятельность
В 1980 году под руководством профессора Я. В. Бохмана защитила кандидатскую диссертацию на тему «Особенности клиники, диагностики и лечения рака шейки матки в сочетании с беременностью», ставшая итогом первого этапа разработки проблемы «Злокачественные опухоли и беременность».
В 1994 году защитила докторскую диссертацию на тему «Пути улучшения диагностики и лечения сарком матки».
А. Ф. Урманчеева опубликовала более 300 научных работ, в том число статьи, главы в руководствах и учебниках по онкологии, акушерству и гинекологии, соавтор 7 книг, среди которых — «Саркомы матки» (1996), «Опухоли и опухолевидные образования половых органов у девочек» (2001), «Лекции по фундаментальной и клинической онкологии» (2004), «Практическая онкогинекология: избранные лекции» (2008), «Опухоли яичника (клиника, диагностика и лечение» (2012), «Рак эндометрия» (2017) и «Рак шейки матки» (2018).
Под руководством А. Ф. Урманчеевой защищено 15 кандидатских диссертаций. Входит в состав редколлегий нескольких российских онкологических и гинекологических журналов, является экспертом Российских рекомендаций по онкогинекологии.
В 2011 году присвоено звание «Заслуженный врач России». Пользуясь заслуженным авторитетом среди онкогинекологов страны, в 2014 году была избрана президентом Российского общества гинекологов-онкологов.